# Anthaxia candens
Anthaxia candens es una especie de escarabajo del género Anthaxia, familia Buprestidae. Fue descrita científicamente por Panzer en 1793.